# Coscinia romeii
Coscinia romeii là một loài bướm đêm thuộc phân họ Arctiinae, họ Erebidae.